# Championnats du monde de tir à l'arc 2011
Navigation
Ulsan 2009 Antalya 2013
Les championnats du monde de tir à l'arc de 2011 furent la 46e édition de ladite compétition, organisés par la World Archery Federation (WA) entre les 2 et 10 juillet 2011 à Turin, en Italie, et regroupe des compétitions individuelles dans les catégories d'arc classique et arc à poulies en extérieur. Les meilleures équipes et athlètes de l'arc classique pourront participer aux Jeux olympiques d'été suivants.

## Événements

### Classique
| Épreuves               | Or                                                       | Argent                                                      | Bronze                                                |
| ---------------------- | -------------------------------------------------------- | ----------------------------------------------------------- | ----------------------------------------------------- |
| Individuelle d'hommes  | Kim Woo-jin Corée du Sud                                 | Oh Jin-hyek Corée du Sud                                    | Brady Ellison États-Unis                              |
| Par équipes d'hommes   | Corée du Sud Oh Jin-hyek Kim Woo-jin Im Dong-hyun        | France Gaël Prévost Jean-Charles Valladont Romain Girouille | Italie Michele Frangilli Marco Galiazzo Mauro Nespoli |
| Individuelle de femmes | Denisse Van Lamoen Chili                                 | Kristine Esebua Géorgie                                     | Fang Yuting Chine                                     |
| Par équipes de femmes  | Italie Natalia Valeeva Guendalina Sartori Jessica Tomasi | Inde Deepika Kumari Laishram Bombayla Devi Chekrovolu Swuro | Corée du Sud Han Gyeonghee Jung Dasomi Ki Bo-bae      |
| Équipes mixtes         | Corée du Sud Im Dong-hyun Ki Bo-bae                      | Mexique Juan Rene Serrano Aida Roman                        | Royaume-Uni Laurence Godfrey Amy Oliver               |

### Arc à poulie
| Épreuves               | Or                                                       | Argent                                                          | Bronze                                                    |
| ---------------------- | -------------------------------------------------------- | --------------------------------------------------------------- | --------------------------------------------------------- |
| Individuelle d'hommes  | Christopher Perkins Canada                               | Jesse Broadwater États-Unis                                     | Reo Wilde États-Unis                                      |
| Par équipes d'hommes   | États-Unis Jesse Broadwater Braden Gellenthien Reo Wilde | Danemark Martin Damsbo Torben Johannessen Patrick Laursen       | Canada Christopher Perkins Simon Rousseau Dietmar Trillus |
| Individuelle de femmes | Albina Loginova Russie                                   | Pascale Lebecque France                                         | Erika Anschutz États-Unis                                 |
| Par équipes de femmes  | États-Unis Erika Anschutz Christie Colin Jamie Van Natta | Iran Seyedeh-Vida Halimianavval Mahtab Parsamehr Shabnam Sarlak | Venezuela Olga Bosch Luzmary Guédez Ana Mendoza           |
| Équipes mixtes         | Italie Sergio Pagni Marcella Tonioli                     | Pays-Bas Peter Elzinga Inge van Caspel                          | Corée du Sud Choi Yong-Hee Seok Ji-Hyun                   |

### Tableaux des médailles
| Rang | Nation       | Or | Argent | Bronze | Total |
| ---- | ------------ | -- | ------ | ------ | ----- |
| 1    | Corée du Sud | 3  | 1      | 2      | 6     |
| 2    | États-Unis   | 2  | 1      | 3      | 6     |
| 3    | Italie       | 2  | 0      | 1      | 3     |
| 4    | Canada       | 1  | 0      | 1      | 2     |
| 5    | Chili        | 1  | 0      | 0      | 1     |
| 5    | Russie       | 1  | 0      | 0      | 1     |
| 4    | France       | 0  | 2      | 0      | 2     |
| 8    | Danemark     | 0  | 1      | 0      | 1     |
| 8    | Géorgie      | 0  | 1      | 0      | 1     |
| 8    | Inde         | 0  | 1      | 0      | 1     |
| 8    | Iran         | 0  | 1      | 0      | 1     |
| 8    | Mexique      | 0  | 1      | 0      | 1     |
| 8    | Pays-Bas     | 0  | 1      | 0      | 1     |
| 14   | Chine        | 0  | 0      | 1      | 1     |
| 14   | Royaume-Uni  | 0  | 0      | 1      | 1     |
| 14   | Venezuela    | 0  | 0      | 1      | 1     |

## Nations participantes
Lors de la clôture des inscriptions préliminaires, 87 pays ont enregistré une quantité record d'athlètes. Le nombre d'athlètes en compétition à Turin a été de plus de 50 fois supérieur à celui des derniers championnats du monde pour les qualifications olympiques, tenu(e)s à Leipzig, en Allemagne, en 2007. Lors de la compétition, seulement 84 pays sont présents au lieu des 87.
| - Arménie (4) - Australie (6) - Autriche (6) - Azerbaïdjan (2) - Bangladesh (9) - Belgique (8) - Bhoutan (2) - Biélorussie (6) - Brésil (7) - Bulgarie (4) - Canada (12) - Chili (5) - Chine (6) - Côte d'Ivoire (2) - Colombie (12) - Croatie (5) - Cuba (3) - Chypre (4) - Tchéquie (9) - Danemark (9) - République dominicaine (1) - Équateur (4) - Égypte (6) - Salvador (6) - Espagne (12) - Estonie (12) - Finlande (11) - France (12) - Royaume-Uni (12) - Géorgie (3) | - Allemagne (12) - Grèce (8) - Guatemala (3) - Hong Kong (1) - Hongrie (6) - Indonésie (12) - Inde (6) - Iran (12) - Irlande (5) - Israël (1) - Italie (12) - Japon (8) - Kazakhstan (8) - Corée du Sud (12) - Arabie saoudite (2) - Koweït (2) - Lettonie (6) - Lituanie (7) - Luxembourg (5) - Maroc (6) - Malaisie (3) - Moldavie (2) - Mexique (12) - Mongolie (6) - Monténégro (1) - Maurice (1) - Birmanie (6) - Pays-Bas (10) - Norvège (8) - Nouvelle-Zélande (8) | - Philippines (3) - Pologne (7) - Portugal (2) - Corée du Nord (6) - Porto Rico (5) - Roumanie (7) - Afrique du Sud (8) - Russie (12) - Singapour (8) - Slovénie (7) - Saint-Marin (4) - Serbie (6) - Sri Lanka (4) - Suisse (7) - Slovaquie (7) - Suède (12) - Thaïlande (8) - Tadjikistan (3) - Taipei chinois (7) - Turquie (9) - Ukraine (12) - États-Unis (12) - Venezuela (12) - Viêt Nam (3) |